# Овернски диалект
Овернският диалект (на окситански: Auvernhat; на френски: Auvergnat) е един от няколкото диалекти на окситански език и се говори в Оверн, която е историческа област в северната част на Окситания. Окситания е южната трета от Франция, историческа област, където окситански все още се говори.
Този диалект става известен в международен план чрез договорености за народни песни на Йосиф Кантелуб.